# 8833 Асер
8833 Асер (1989 RW, 1980 TY12, 1987 BT3, 1993 JB, 8833 Acer) — астероїд головного поясу, відкритий 3 вересня 1989 року.
Тіссеранів параметр щодо Юпітера — 3,264.